# Torneo Regional 1971
El Torneo Regional 1971 fue la quinta edición de este torneo organizado por la AFA, que otorgó 6 plazas al interior del país, de las cuales 4 fueron fijas para Mendoza y Córdoba y para las ligas de Tucumán y Mar del Plata. El torneo otorgó 7 plazas para acceder al Torneo Nacional. Participaron 17 provincias, quedando ausentes las que tenían plazas fijas (excepto Buenos Aires) Corrientes y Tierra del Fuego, que aún no era una provincia.

## Equipos participantes
| Grupo   | Club                                        | Ciudad                              | Provincia           | Liga                                         |
| ------- | ------------------------------------------- | ----------------------------------- | ------------------- | -------------------------------------------- |
| Grupo 1 | Club Atlético Uruguay                       | Concepción del Uruguay              | Entre Ríos          | Liga de Fútbol de Concepción del Uruguay     |
| Grupo 1 | Club Atlético Coronel Aguirre               | Villa Gobernador Gálvez             | Santa Fe            | Asociación Rosarina de Fútbol                |
| Grupo 1 | Club Atlético Guaraní Antonio Franco        | Posadas                             | Misiones            | Liga Posadeña de Fútbol                      |
| Grupo 2 | Club Atlético 1º de Mayo                    | Formosa                             | Formosa             | Liga Formoseña de Fútbol                     |
| Grupo 2 | Don Orione Atletic Club                     | Barranqueras                        | Chaco               | Liga Chaqueña de Fútbol                      |
| Grupo 2 | Club Atlético Unión                         | Santa Fe                            | Santa Fe            | Liga Santafesina de Fútbol                   |
| Grupo 3 | Club Atlético All Boys                      | Santa Rosa                          | La Pampa            | Liga Chaqueña de Fútbol                      |
| Grupo 3 | Club Social y Deportivo Petrolero Argentino | Plaza Huincul                       | Neuquén             | Liga de Fútbol de Neuquén                    |
| Grupo 3 | Atlético Club San Martín                    | San Martín                          | Mendoza             | Liga Mendocina de Fútbol                     |
| Grupo 4 | Club Atlético Central Córdoba               | Santiago del Estero                 | Santiago del Estero | Liga Santiagueña de Fútbol                   |
| Grupo 4 | Club Atlético Defensores del Oeste          | San Luis                            | San Luis            | Liga Sanluiseña de Fútbol                    |
| Grupo 4 | Club Sportivo Desamparados                  | San Juan                            | San Juan            | Liga Sanjuanina de Fútbol                    |
| Grupo 4 | Club Atlético Unión                         | La Rioja                            | La Rioja            | Liga Riojana de Fútbol                       |
| Grupo 5 | Club Atlético Gimnasia y Esgrima            | San Salvador de Jujuy               | Jujuy               | Liga Jujeña de Fútbol                        |
| Grupo 5 | Centro Juventud Antoniana                   | Salta                               | Salta               | Liga Salteña de Fútbol                       |
| Grupo 5 | Club Atlético Sarmiento                     | San Fernando del Valle de Catamarca | Catamarca           | Liga Catamarqueña de Fútbol                  |
| Grupo 6 | Club Cipolletti                             | Cipolletti                          | Río Negro           | Liga Deportiva Confluencia                   |
| Grupo 6 | Club Atlético Huracán                       | Comodoro Rivadavia                  | Chubut              | Liga de Fútbol de Comodoro Rivadavia         |
| Grupo 6 | Club Atlético Talleres Cañadón Seco         | Caleta Olivia                       | Santa Cruz          | Liga de Fútbol Norte de Santa Cruz           |
| Grupo 7 | Club Del Progreso                           | Mercedes                            | Buenos Aires        | Liga Mercedina de Fútbol                     |
| Grupo 7 | Club Atlético Huracán                       | Ingeniero White                     | Buenos Aires        | Liga del Sur (Bahía Blanca)                  |
| Grupo 7 | Club Atlético Rivadavia                     | América (Buenos Aires)              | Buenos Aires        | Liga de Fútbol del Oeste (América/Rivadavia) |
| Grupo 7 | Club Atlético Estrella de Berisso           | Berisso                             | Buenos Aires        | Liga Amateur Platense de Fútbol              |

### Distribución geográfica
| Región                           | Equipos |
| -------------------------------- | ------- |
| Provincia de Buenos Aires        | 4       |
| Provincia de Catamarca           | 1       |
| Provincia del Chaco              | 1       |
| Provincia del Chubut             | 1       |
| Provincia de Córdoba             | 0       |
| Provincia de Corrientes          | 0       |
| Provincia de Entre Ríos          | 1       |
| Provincia de Formosa             | 1       |
| Provincia de Jujuy               | 1       |
| Provincia de La Pampa            | 1       |
| Provincia de La Rioja            | 1       |
| Provincia de Mendoza             | 1       |
| Provincia de Misiones            | 1       |
| Provincia del Neuquén            | 1       |
| Provincia de Río Negro           | 1       |
| Provincia de Salta               | 1       |
| Provincia de San Juan            | 1       |
| Provincia de San Luis            | 1       |
| Provincia de Santa Cruz          | 1       |
| Provincia de Santa Fe            | 2       |
| Provincia de Santiago del Estero | 1       |
| Provincia de Tucumán             | 0       |
| Total                            | 23      |

## Sistema de disputa
Los equipos participantes fueron divididos en siete grupos, dos de cuatro equipos y cinco de tres. En todos los grupos, el sistema utilizado fue de todos contra todos, a partido y revancha. Al final de cada grupo, los equipos ubicados en primer lugar acceden al Campeonato Nacional 1971.

## Grupo 1

### Tabla de posiciones
| Pos. | Equipo                 | Pts | PJ | G | E | P | GF | GC | DG |
| ---- | ---------------------- | --- | -- | - | - | - | -- | -- | -- |
| 1°   | Guaraní Antonio Franco | 3   | 2  | 1 | 1 | 0 | 7  | 2  | 5  |
| 2°   | Atlético Uruguay       | 2   | 2  | 1 | 0 | 1 | 1  | 5  | -4 |
| 3°   | Coronel Aguirre        | 1   | 2  | 0 | 1 | 1 | 2  | 3  | -1 |

|  | Clasificó al Campeonato Nacional. |

### Resultados
| Resultados        | Resultados | Resultados        | Resultados       |
| Local             | Resultado  | Visitante         | Fecha            |
| ----------------- | ---------- | ----------------- | ---------------- |
| Atlético Uruguay  | 1 - 0      | Coronel Aguirre   | 30 de septiembre |
| Guaraní A. Franco | 5 - 0      | Atlético Uruguay  | 3 de octubre     |
| Coronel Aguirre   | 2 - 2      | Guaraní A. Franco | 6 de octubre     |

## Grupo 2

### Tabla de posiciones
| Pos. | Equipo      | Pts | PJ | G | E | P | GF | GC | DG  |
| ---- | ----------- | --- | -- | - | - | - | -- | -- | --- |
| 1°   | Don Orione  | 7   | 4  | 3 | 1 | 0 | 10 | 6  | 4   |
| 2°   | Unión       | 4   | 4  | 1 | 2 | 1 | 14 | 5  | 9   |
| 3°   | 1.º de Mayo | 1   | 4  | 0 | 1 | 3 | 4  | 17 | -13 |

|  | Clasificó al Campeonato Nacional. |

### Resultados
| Resultados  | Resultados | Resultados  | Resultados       |
| Local       | Resultado  | Visitante   | Fecha            |
| ----------- | ---------- | ----------- | ---------------- |
| 1.º de Mayo | 2 - 3      | Don Orione  | 15 de agosto     |
| Don Orione  | 3 - 2      | Unión       | 23 de agosto     |
| 1.º de Mayo | 1 - 1      | Unión       | 29 de agosto     |
| Don Orione  | 3 - 1      | 1.º de Mayo | 5 de septiembre  |
| Unión       | 1 - 1      | Don Orione  | 10 de septiembre |
| Unión       | 10 - 0     | 1.º de Mayo | 19 de septiembre |

## Grupo 3

### Tabla de posiciones
| Pos. | Equipo                | Pts | PJ | G | E | P | GF | GC | DG  |
| ---- | --------------------- | --- | -- | - | - | - | -- | -- | --- |
| 1°   | San Martín (M)        | 7   | 4  | 3 | 1 | 0 | 10 | 2  | 8   |
| 2°   | All Boys (SR)         | 5   | 4  | 2 | 1 | 1 | 12 | 3  | 9   |
| 3°   | Petroleros de Huincul | 0   | 4  | 0 | 0 | 4 | 4  | 19 | -15 |

|  | Clasificó al Campeonato Nacional. |

### Resultados
| Resultados            | Resultados | Resultados            | Resultados       |
| Local                 | Resultado  | Visitante             | Fecha            |
| --------------------- | ---------- | --------------------- | ---------------- |
| San Martín (M)        | 5 - 0      | Petroleros de Huincul | 15 de agosto     |
| Petroleros de Huincul | 0 - 4      | All Boys (Santa Rosa) | 29 de agosto     |
| San Martín (M)        | 1 - 1      | All Boys (Santa Rosa) | 5 de septiembre  |
| Petroleros de Huincul | 1 - 3      | San Martín (M)        | 12 de septiembre |
| All Boys (Santa Rosa) | 7 - 1      | Petroleros de Huincul | 19 de septiembre |
| All Boys (Santa Rosa) | 0 - 1      | San Martín (M)        | 26 de septiembre |

## Grupo 4

### Tabla de posiciones
| Pos. | Equipo                | Pts | PJ | G | E | P | GF | GC | DG  |
| ---- | --------------------- | --- | -- | - | - | - | -- | -- | --- |
| 1°   | Central Córdoba (SdE) | 10  | 6  | 5 | 0 | 1 | 16 | 5  | 11  |
| 2°   | Desamparados          | 9   | 6  | 4 | 1 | 1 | 12 | 2  | 10  |
| 3°   | Defensores del Oeste  | 4   | 6  | 1 | 2 | 3 | 5  | 17 | -12 |
| 4°   | Unión (LR)            | 1   | 6  | 0 | 1 | 5 | 3  | 12 | -11 |

|  | Clasificó al Campeonato Nacional. |

### Resultados
| Resultados            | Resultados | Resultados            | Resultados       |
| Local                 | Resultado  | Visitante             | Fecha            |
| --------------------- | ---------- | --------------------- | ---------------- |
| Central Córdoba (SdE) | 2 - 1      | Desamparados          | 15 de agosto     |
| Unión (La Rioja)      | 1 - 1      | Defensores del Oeste  | 15 de agosto     |
| Desamparados          | 2 - 0      | Unión (La Rioja)      | 22 de agosto     |
| Defensores del Oeste  | 2 - 3      | Central Córdoba (SdE) | 22 de agosto     |
| Unión (La Rioja)      | 0 - 2      | Central Córdoba (SdE) | 29 de agosto     |
| Desamparados          | 5 - 0      | Defensores del Oeste  | 29 de agosto     |
| Desamparados          | 1 - 0      | Central Córdoba (SdE) | 5 de septiembre  |
| Defensores del Oeste  | 2 - 1      | Unión (La Rioja)      | 5 de septiembre  |
| Unión (La Rioja)      | 0 - 3      | Desamparados          | 12 de septiembre |
| Central Córdoba (SdE) | 7 - 0      | Defensores del Oeste  | 12 de septiembre |
| Central Córdoba (SdE) | 2 - 1      | Unión (La Rioja)      | 19 de septiembre |
| Defensores del Oeste  | 0 - 0      | Desamparados          | 19 de septiembre |

## Grupo 5

### Tabla de posiciones
| Pos. | Equipo                 | Pts | PJ | G | E | P | GF | GC | DG  |
| ---- | ---------------------- | --- | -- | - | - | - | -- | -- | --- |
| 1°   | Juventud Antoniana     | 6   | 4  | 3 | 0 | 1 | 15 | 5  | 10  |
| 2°   | Gimnasia y Esgrima (J) | 6   | 4  | 3 | 0 | 1 | 12 | 8  | 4   |
| 3°   | Sarmiento (C)          | 0   | 4  | 0 | 0 | 4 | 3  | 17 | -14 |

|  | Clasificó al Campeonato Nacional. |

### Resultados
| Resultados             | Resultados | Resultados             | Resultados       |
| Local                  | Resultado  | Visitante              | Fecha            |
| ---------------------- | ---------- | ---------------------- | ---------------- |
| Gimansia y Esgrima (J) | 3 - 2      | Juventud Antoniana     | 15 de agosto     |
| Juventud Antoniana     | 6 - 1      | Sarmiento (Catamarca)  | 22 de agosto     |
| Gimnasia y Esgrima (J) | 5 - 0      | Sarmiento (Catamarca)  | 29 de agosto     |
| Juventud Antoniana     | 4 - 1      | Gimnasia y Esgrima (J) | 5 de septiembre  |
| Sarmiento (Catamarca)  | 0 - 3      | Juventud Antoniana     | 12 de septiembre |
| Sarmiento (Catamarca)  | 2 - 3      | Gimnasia y Esgrima (J) | 19 de septiembre |

## Grupo 6

### Tabla de posiciones
| Pos. | Equipo                   | Pts | PJ | G | E | P | GF | GC | DG  |
| ---- | ------------------------ | --- | -- | - | - | - | -- | -- | --- |
| 1°   | Huracán (CR)             | 6   | 4  | 3 | 0 | 1 | 11 | 5  | 6   |
| 2°   | Cipolletti               | 5   | 4  | 2 | 1 | 1 | 14 | 8  | 6   |
| 3°   | Talleres de Cañadón Seco | 1   | 4  | 0 | 1 | 3 | 6  | 18 | -12 |

|  | Clasificó al Campeonato Nacional. |

### Resultados
| Resultados               | Resultados | Resultados               | Resultados       |
| Local                    | Resultado  | Visitante                | Fecha            |
| ------------------------ | ---------- | ------------------------ | ---------------- |
| Huracán (CR)             | 3 - 0      | Talleres de Cañadón Seco | 15 de agosto     |
| Talleres de Cañadón Seco | 2 - 2      | Cipolletti               | 22 de agosto     |
| Huracán (CR)             | 2 - 0      | Cipolletti               | 29 de agosto     |
| Talleres de Cañadón Seco | 1 - 5      | Huracán (CR)             | 5 de septiembre  |
| Cipolletti               | 8 - 3      | Talleres de Cañadón Seco | 12 de septiembre |
| Cipolletti               | 4 - 1      | Huracán (CR)             | 19 de septiembre |

## Grupo 7

### Tabla de posiciones
| Pos. | Equipo                       | Pts | PJ | G | E | P | GF | GC | DG  |
| ---- | ---------------------------- | --- | -- | - | - | - | -- | -- | --- |
| 1°   | Huracán (Ingeniero White)    | 10  | 6  | 4 | 2 | 0 | 11 | 3  | 8   |
| 2°   | Rivadavia (Estación América) | 7   | 6  | 2 | 3 | 1 | 9  | 8  | 1   |
| 3°   | Estrella (Berisso)           | 4   | 6  | 2 | 2 | 3 | 13 | 8  | 5   |
| 4°   | Del Progreso (Mercedes)      | 3   | 6  | 1 | 1 | 4 | 4  | 17 | -13 |

|  | Clasificó al Campeonato Nacional. |

### Resultados
| Resultados         | Resultados | Resultados         | Resultados       |
| Local              | Resultado  | Visitante          | Fecha            |
| ------------------ | ---------- | ------------------ | ---------------- |
| Del Progreso       | 1 - 2      | Rivadavia (EA)     | 15 de agosto     |
| Huracán (IW)       | 3 - 0      | Estrella (Berisso) | 17 de agosto     |
| Del Progreso       | 2 - 1      | Estrella (Berisso) | 22 de agosto     |
| Rivadavia (EA      | 0 - 0      | Huracán (IW)       | 22 de agosto     |
| Huracán (IW)       | 2 - 0      | Del Progreso       | 29 de agosto     |
| Rivadavia (EA)     | 1 - 1      | Estrella (Berisso) | 29 de agosto     |
| Rivadavia (EA)     | 2 - 0      | Del Progreso       | 5 de septiembre  |
| Estrella (Berisso) | 0 - 1      | Huracán (IW)       | 5 de septiembre  |
| Estrella (Berisso) | 9 - 0      | Del Progreso       | 12 de septiembre |
| Huracán (IW)       | 4 - 2      | Rivadavia (EA)     | 12 de septiembre |
| Estrella (Berisso) | 2 - 2      | Rivadavia (EA)     | 19 de septiembre |
| Del Progreso       | 1 - 1      | Huracán (IW)       | 19 de septiembre |

## Clasificados alCampeonato Nacional 1971
Clasificados debido a su rendimiento en sus Ligas de origen:
- Liga Cordobesa de Fútbol: Club Atlético Belgrano
- Liga Mendocina de Fútbol: Club Atlético Gimnasia y Esgrima
- Liga Marplatense de Fútbol: Club Atlético Kimberley
- Liga Tucumana de Fútbol: Club Atlético San Martín

Clasificados mediante el Torneo Regional:
- Grupo 1: Guaraní Antonio Franco (Posadas)
- Grupo 2: Don Orione (Barranqueras)
- Grupo 3: San Martín (Mendoza)
- Grupo 4: Central Córdoba (Santiago del Estero)
- Grupo 5: Juventud Antoniana (Salta)
- Grupo 6: Huracán (Comodoro Rivadavia)
- Grupo 7: Huracán (Ingeniero White)